# Viktoriasicht

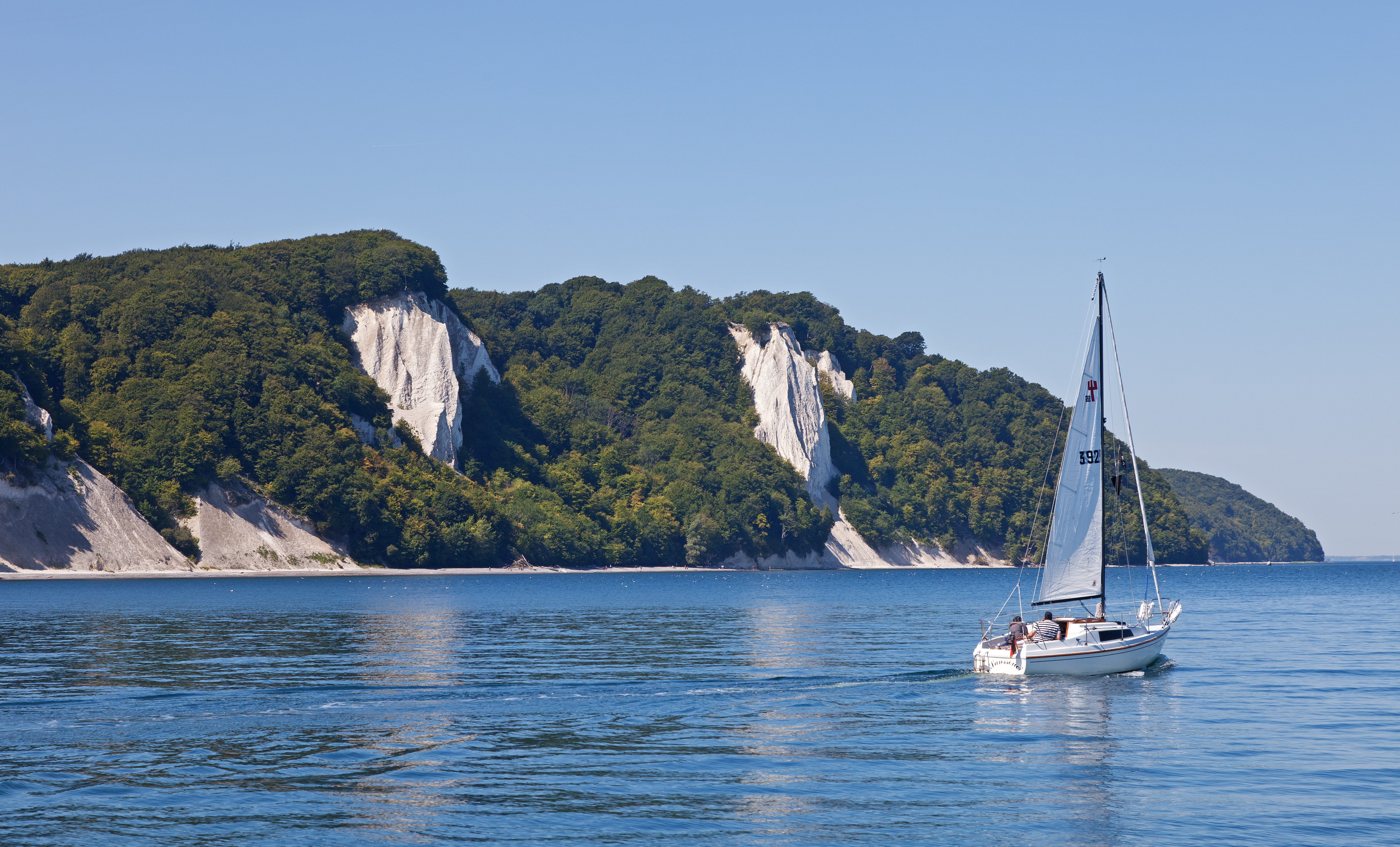
Viktoriasicht (links) und Königsstuhl (rechts)

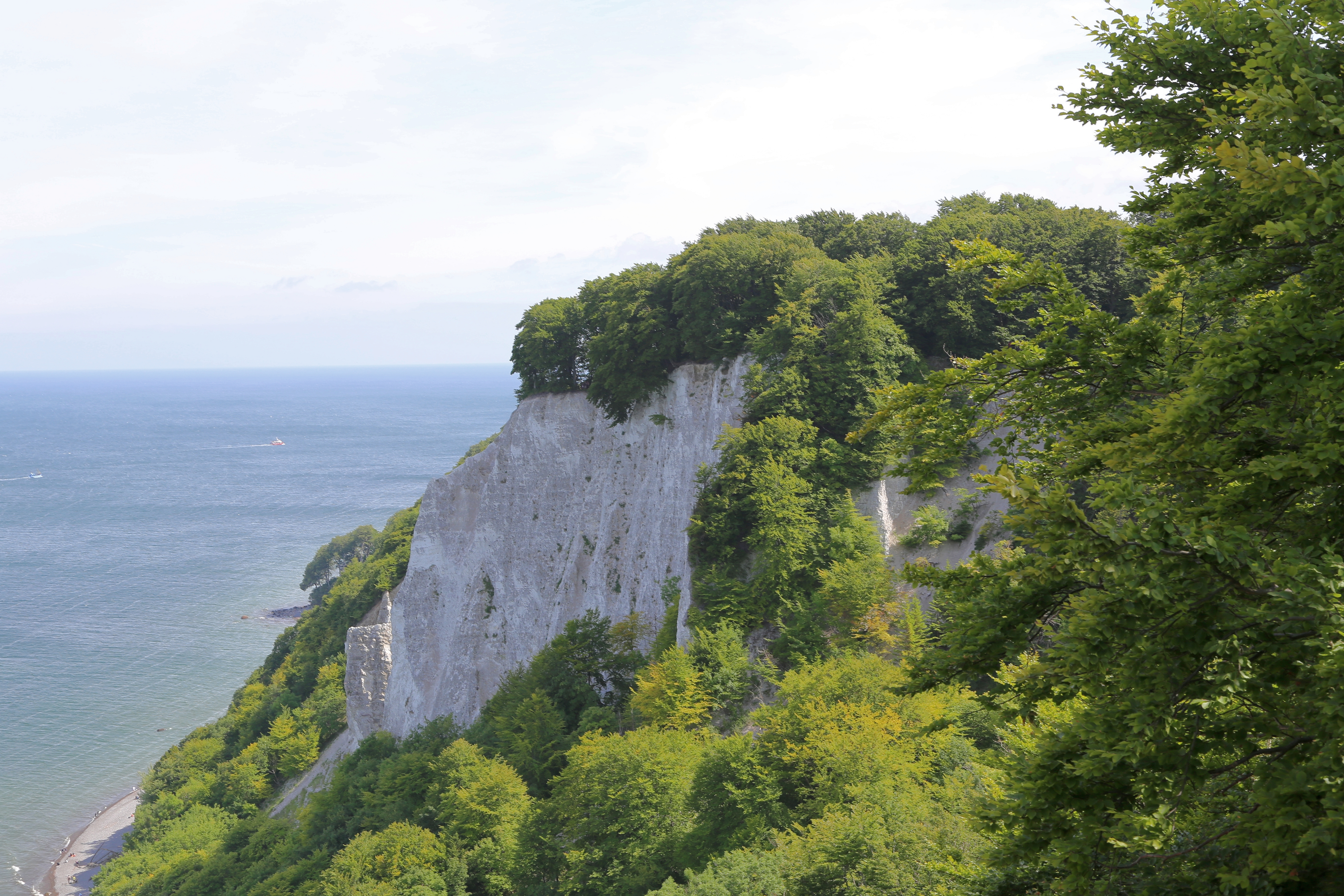
Ausblick vom Königsstuhl auf die Viktoriasicht

Die Viktoriasicht (auch Victoriasicht oder Victoria-Sicht) ist eine Aussichtsplattform auf der deutschen Insel Rügen. In Nachbarschaft zum Königsstuhl zählt sie zu den bekanntesten Sehenswürdigkeiten der Ostseeinsel.

## Lage
Die Viktoriasicht befindet sich in der Kleinen Stubbenkammer im Nationalpark Jasmund im nordöstlichen Teil der Halbinsel Jasmund. Sie liegt 110 Meter über dem Meeresspiegel unmittelbar an der Kreide-Kliffküste. Das Kliff fällt fast senkrecht zu einem Naturstrand ab. Dichter Buchenwald reicht bis an die Abbruchkante heran.
Nordwestlich der Viktoriasicht liegt etwa einen halben Kilometer Luftlinie entfernt der Königsstuhl.

## Zugang

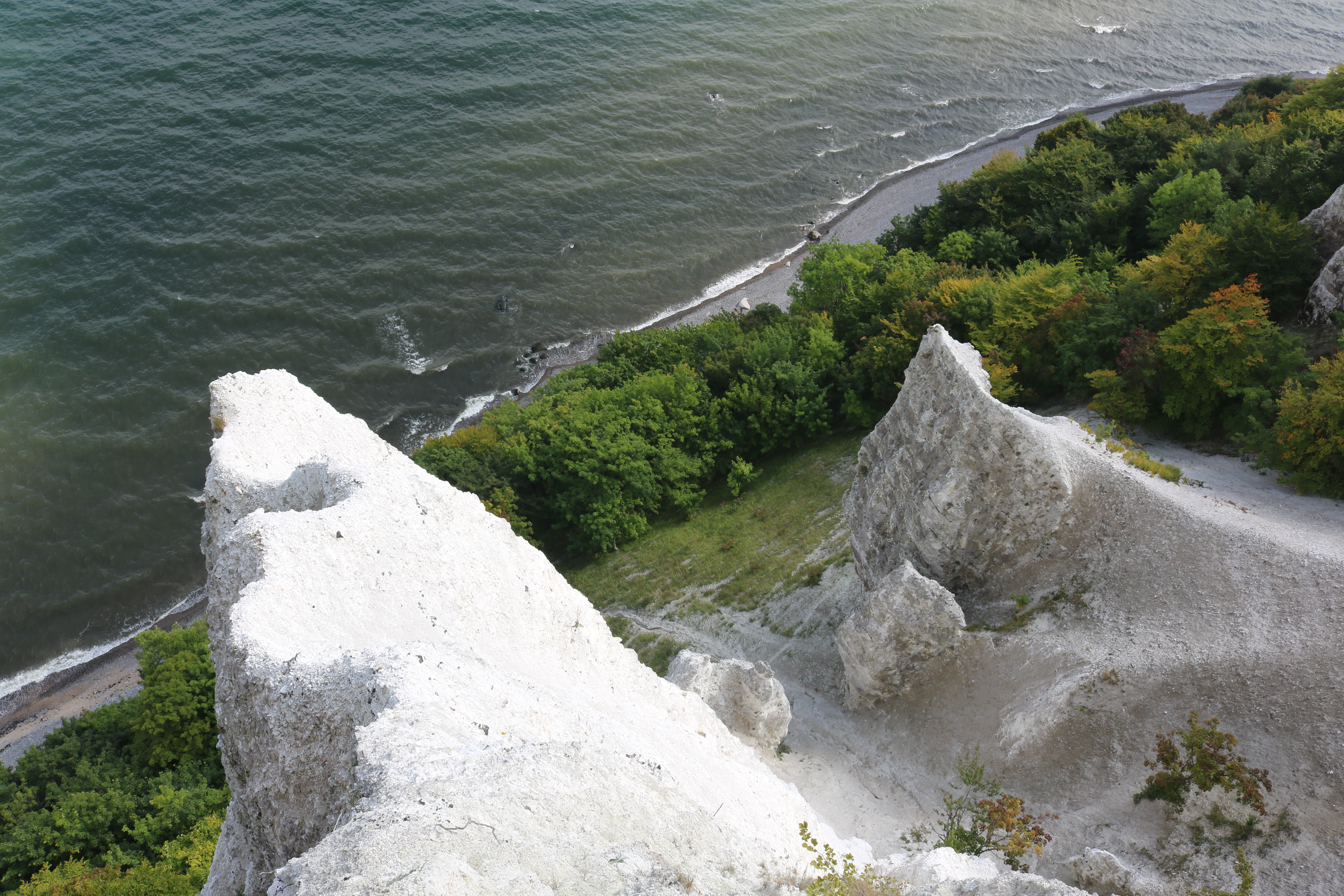
Kreidezacken gesehen von der Viktoriasicht

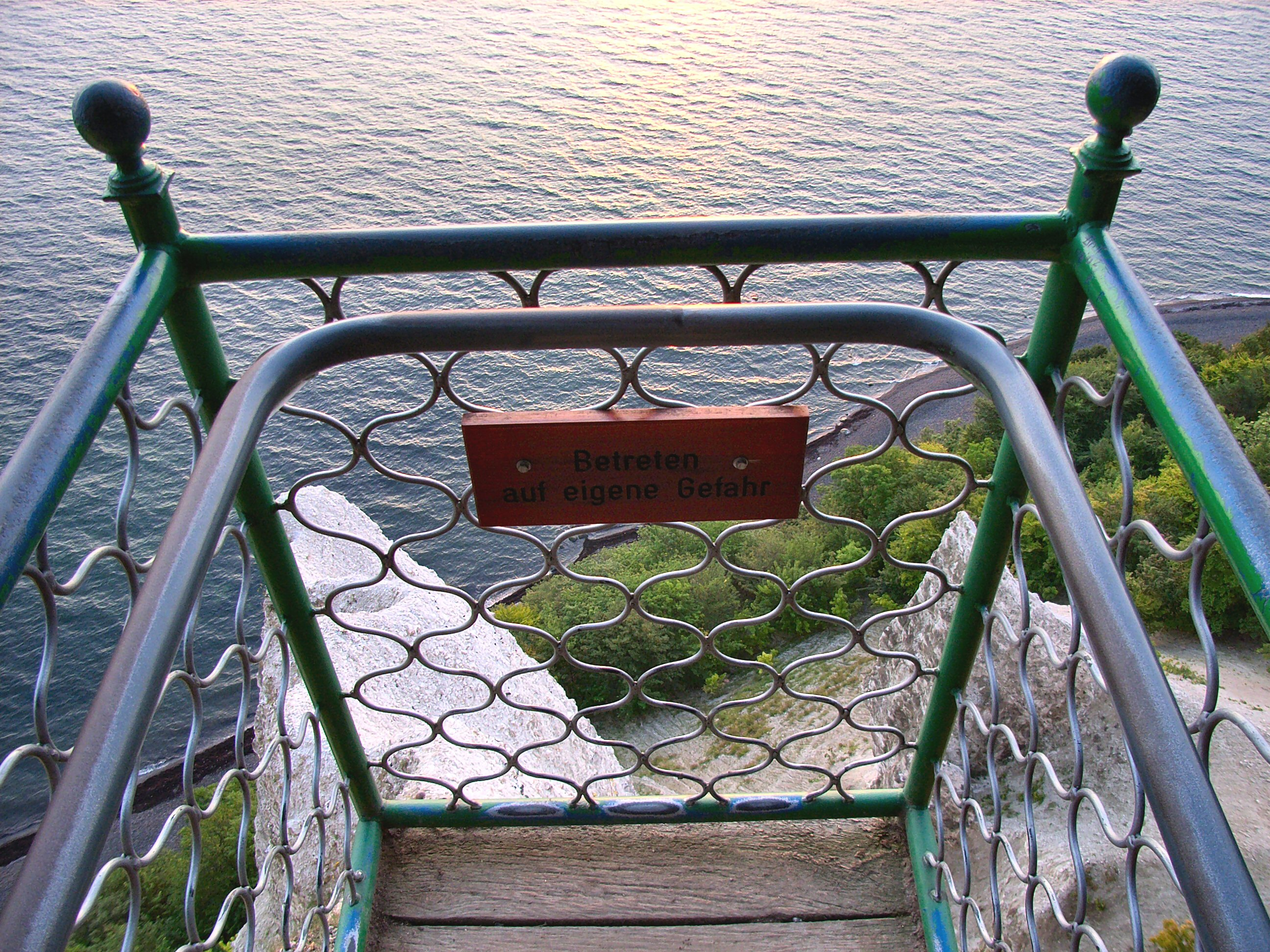
Ein Metallgitter sichert die Aussichtsplattform

Die ausschließlich zu Fuß erreichbare Viktoriasicht liegt am Hochuferweg Jasmund, einem zwölf Kilometer langen Wanderweg, der Sassnitz mit Lohme verbindet. Den kürzesten Zugang hat man vom Eingang zum Königsstuhl, dieser wird von Sassnitz ganzjährig von Linienbussen angefahren. Von dort führt von der Wendeschleife der Bushaltestelle ein gut ausgebauter Waldweg in leichtem Auf und Ab in knapp zehn Minuten zur Viktoriasicht. Der Tiefblick von der mit einem Geländer gesicherten schmalen Aussichtsplattform setzt Schwindelfreiheit voraus.
Eine Frontalansicht hat man von der See aus. Von den Häfen Sassnitz, Binz und Sellin werden im Sommerhalbjahr Schiffsrundfahrten entlang der Kliffküste angeboten.

## Name

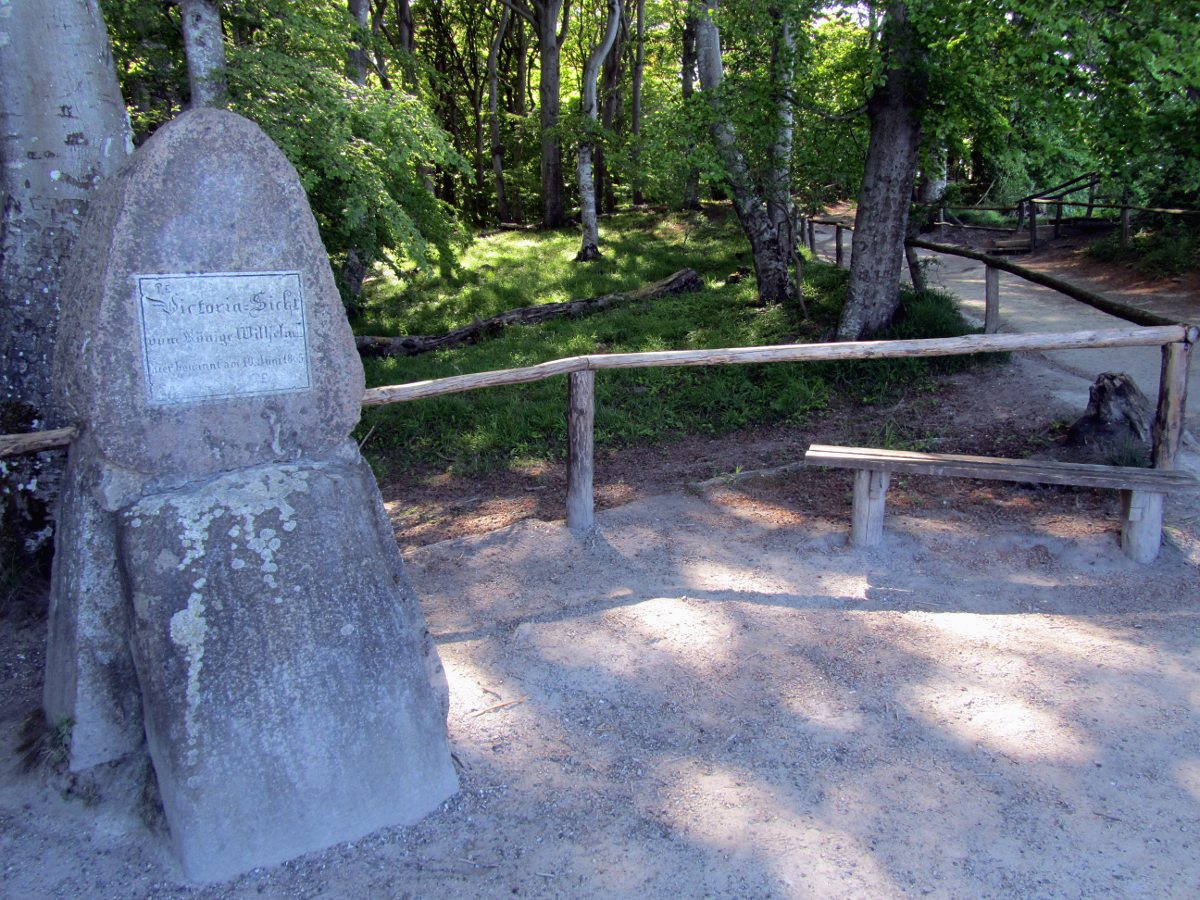
Erinnerungsstein an der Victoriasicht

Vor der Aussichtsplattform steht ein Erinnerungsstein mit der Aufschrift „Victoria-Sicht vom Könige Wilhelm I. hier benannt am 10. Juni 1865“. Der Stein wurde nach dem Besuch von Wilhelm I. aufgestellt. Der Name bezieht sich auf die Schwiegertochter des Königs, Kronprinzessin Victoria von Preußen.

## Vorlage für Caspar David Friedrich
Das 1818 entstandene Gemälde Kreidefelsen auf Rügen von Caspar David Friedrich ist ein Hauptwerk der deutschen Romantik, zugleich machte der Greifswalder Maler damit die Insel Rügen weltbekannt. Lange Zeit wurde angenommen, dass als landschaftliche Vorlage für das Bild die Wissower Klinken nahe Sassnitz dienten. In Friedrichs Skizzenbuch zeigt eine Bleistiftzeichnung vom 11. August 1815 jedoch ein Detail der Kleinen Stubbenkammer, die dem Kreidezacken der Viktoriasicht in der Bildmitte der „Kreidefelsen auf Rügen“ sehr nahe kommt, auch wenn mittlerweile die Hauptspitze davon nicht mehr erhalten ist. Die exakte Position liefert ferner der Stahlstich Kleine Stubbenkammer aus dem Jahr 1835 von Friedrich Roßmäßler. Beide Maler hatten ihren Standort in unmittelbarer Nähe der heutigen Viktoriasicht.